# Ruach Planitia
Ruach Planitia est un probable bassin d'impact situé sur le satellite Triton de la planète Neptune par 28° N et 24° E.

## Géographie et géologie
Situé à l'est de Tuonela Planitia, autre bassin d'impact, Ruach Planitia se trouve dans l'hémisphère oriental de Triton, à l'est de la frontière imperceptible séparant Bubembe Regio à l'ouest, formée de terrains dits « en peau de cantaloup » zébrés de quelques longues fractures entrecroisées, et Monad Regio à l'est, caractérisée par ses plaines de « cryolave ». Il est ainsi situé au nord-ouest de la possible caldeira cryovolcanique de Leviathan Patera, elle-même en lisière nord-ouest de Cipango Planum.
Le plancher de Ruach Planitia est remarquablement lisse, avec des dénivelés ne dépassant pas 200 m, hormis dans sa partie centrale où des terrains rugueux matérialiseraient une zone d'effondrement ou d'épanchement plus récent, avec une cavité centrale appelée Dilolo Patera et un petit fossé transversal.
Un cratère d'impact est également bien visible, le seul de cette surface très récente : le cratère Amarum.